# Jaera hopeana
Jaera hopeana is een pissebed uit de familie Janiridae. De wetenschappelijke naam van de soort is voor het eerst geldig gepubliceerd in 1853 door Costa.